# Ein fliehendes Pferd (2007)
Ein fliehendes Pferd ist ein deutscher Kinofilm aus dem Jahr 2007. Er basiert auf Martin Walsers 1978 veröffentlichter gleichnamiger Novelle über ein Paar mittleren Alters, dessen in Routine erstarrte Lebensweise durch die Urlaubsbegegnung mit einem aufdringlichen alten Bekannten und dessen junger Partnerin in Frage gestellt wird. Das Drehbuch entstand unter Walsers Aufsicht und Mitarbeit, orientiert sich frei an den Motiven der literarischen Vorlage und betont sowohl ihre komödiantischen als auch ihre erotischen Elemente. Der unter der Regie von Rainer Kaufmann hauptsächlich am Bodensee gedrehte Film kam im September 2007 mit moderatem Erfolg in die Kinos.
Die Kritik lobte mehrheitlich die große Spielfreude der vier Hauptdarsteller Ulrich Noethen, Katja Riemann, Ulrich Tukur und Petra Schmidt-Schaller, war ansonsten jedoch gespalten. Während viele Rezensenten eine gelungene Sommerkomödie mit Tiefgang und sehr hohem Unterhaltungswert sahen, erkannten andere ein gehobenes Fernsehspiel mit Hang zum platten Klamauk, in dem wichtige Aspekte der Novelle zu kurz kommen. Martin Walser zeigte sich glücklich über das filmische Ergebnis.

## Handlung

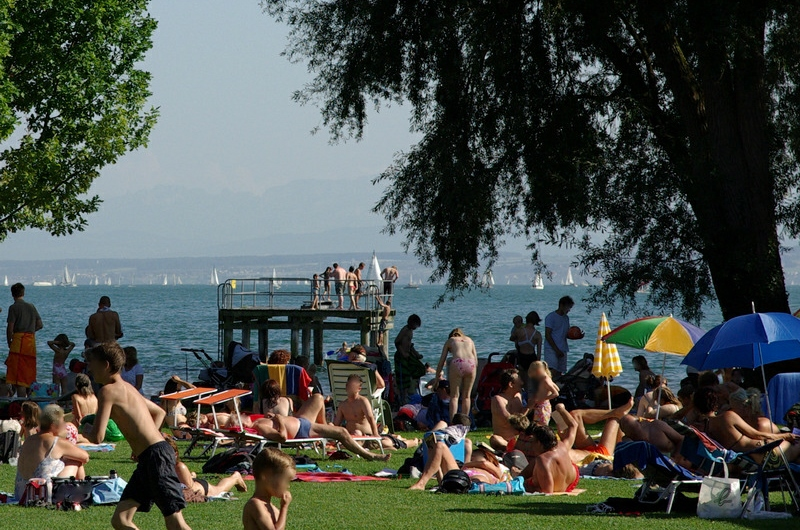
Strandbad Überlingen-Nußdorf, Drehort der Anfangsszene

Lehrer Helmut Halm, Mitte vierzig, verbringt mit seiner Ehefrau Sabine seit vielen Jahren die Ferien am Bodensee und wohnt dort in einem vergitterten Bungalow am Ufer. Er ist ein zurückgezogener Melancholiker, der im Urlaub Schopenhauer liest und frühmorgens das Ehebett verlässt, um seltene Vögel zu beobachten. Im Strandbad wird er unverhofft von einem alten Schulkameraden angesprochen. Der penetrant gut gelaunte Klaus Buch ist in Begleitung seiner weit jüngeren, attraktiven Freundin Helene, genannt Hel. Er fängt sogleich an, für Helmut mehr oder weniger peinliche Jugenderinnerungen auszubreiten und ihn mit seiner heutigen Leblosigkeit zu konfrontieren.
Helmut möchte sich bald klammheimlich aus dem Staub machen, doch Sabine, die unter Helmuts geschwundenem Interesse an ihr und unter dem allzu ruhigen Eheleben leidet, ist der Abwechslung und dem Kontakt zum prahlerischen und lebenslustigen Klaus nicht abgeneigt. So kommt es auf dessen Einladung zu einem gemeinsamen Segeltörn beider Paare. Helmut, der es auf dem Wasser kaum aushält und weitere Demütigungen durch Klaus ertragen muss, kann sich damit trösten, dass Hel Interesse an seiner ruhigen Intellektualität zeigt und ihn mit zweideutigen Anspielungen und der Präsentation ihrer körperlichen Reize herausfordert.

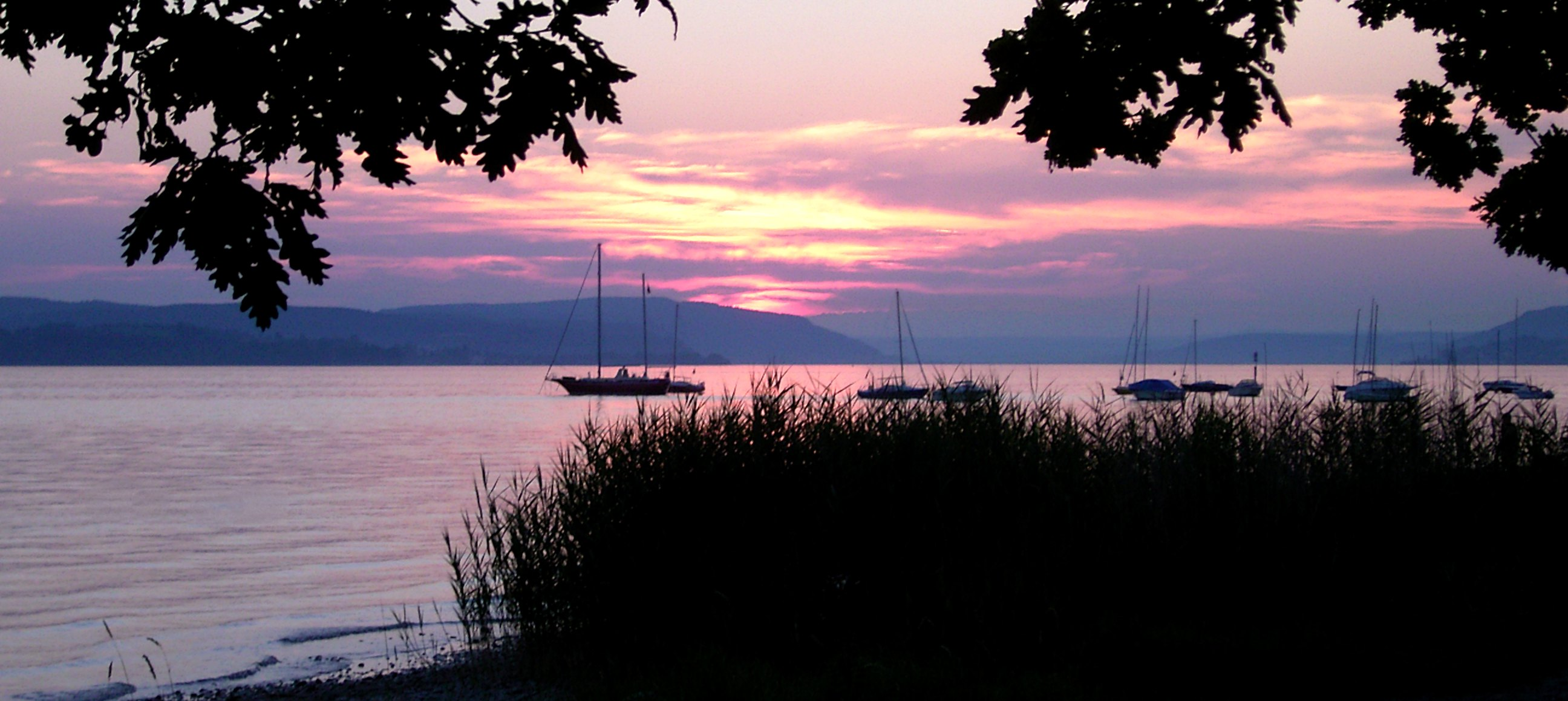
Sonnenuntergang bei Unteruhldingen – in dieser Atmosphäre singt Hel während der Einladung bei den Halms ein schwedisches Volkslied und rührt Helmut zu Tränen

Eine von Sabine ausgesprochene abendliche Einladung bei den Halms beginnt mit Flirts zwischen Sabine und Klaus sowie Helmut und Hel, endet jedoch mit dem Rauswurf der Besucher durch Helmut, nachdem Klaus ihm zum wiederholten Male vorwirft, dass sein Leben eigentlich schon vorbei sei. Die aufgeladene Atmosphäre bei den Halms entlädt sich zu Sabines Freude in Sex. Für seine mangelnde Ausdauer dabei macht Helmut den Alkohol verantwortlich, hat doch aber eher Hel vor Augen als seine eigene Frau.
Schon am nächsten Morgen tauchen Klaus und Hel wieder auf – als neue Mieter des Nachbarhauses. Helmut führt die Paare auf Anregung der Gäste zur Vogelbeobachtung ins Ried, wo ihn Klaus lächerlich macht, als er nach langer vergeblicher Suche nach der seltenen Rohrdommel den Vogel simuliert und Helmut darauf hereinfällt. Sabine ist von Klaus beeindruckt, als der ein entlaufenes Pferd einfängt und mit einem rasanten Ritt zurückbringt. Die Flirts mit den Partnern der anderen gehen weiter und eskalieren. Klaus und Sabine kommen sich beim Joggen näher und baden anschließend nackt, Hel massiert währenddessen, knapp bekleidet, nicht nur Helmuts Verspannungen, sondern auch seine Erektion. Sabine warnt Helmut daraufhin, dass sie von den Besuchern verführt würden und aufpassen sollten.
Nachdem Hel in einer Schiffs-Disco seinen Annäherungsversuch abweist, beschafft Helmut sich in seiner Verzweiflung „was zu rauchen“. Im beginnenden Drogenrausch gesteht er Klaus die Unzufriedenheit mit seinem Leben. Am nächsten Tag holt der ihn zu einem Segeltörn zu zweit in einer kleinen Jolle ab. Klaus schlägt vor, einen gemeinsamen Neuanfang im Ausland zu versuchen. Das aufziehende Gewitter nutzt er, um das Boot mutig gegen die Wellen zu lenken, während der ängstliche Helmut umkehren möchte. Nachdem er triumphierend gesteht, dass Sabine darum gebettelt habe, mit ihm zu schlafen, wird Klaus durch eine falsche Lenkbewegung Helmuts ins tosende Wasser geworfen. Helmut verweigert ihm die rettende Hand und Klaus verschwindet in den Fluten.
Die Suche der Wasserschutzpolizei nach Klaus bleibt vergeblich. Helmut macht sich verzweifelte Vorwürfe, Sabine glaubt nicht an deren Aufrichtigkeit. Hel lässt sich von Sabine und Helmut trösten und möchte Klaus, den sie erst seit einem halben Jahr kannte, am nächsten Morgen symbolisch im See bestatten. Da steht Klaus auf einmal unerwartet lebendig hinter ihnen. Nach einer kurzen Aussprache sind Klaus und Helene plötzlich wortlos verschwunden und lassen Helmut und Sabine alleine zurück.
Sabine wirft Helmut vor, sich nicht aus seiner Verbitterung holen lassen zu wollen, Helmut antwortet, Sabine traue sich aus Angst vor sich selbst nicht, ihren eigenen Weg zu gehen. Dadurch provoziert, wendet sich Sabine von ihm ab, steckt ihre Kreditkarte in den Badeanzug und schwimmt auf den See hinaus in Richtung Schweiz. Nach kurzem Zögern legt Helmut seine Kleidung ab und folgt ihr. Schließlich lassen sich beide, gemeinsam an einen schwimmenden Baumstamm geklammert, weiter ins Ungewisse treiben.

## Entstehung
Ein fliehendes Pferd wurde von Rikolt von Gagerns Münchener Firma Gate Film in Koproduktion mit Clasart und dem ZDF sowie in Zusammenarbeit mit der Tele München Gruppe hergestellt. Es stand ein Budget von 3,6 Millionen Euro zur Verfügung. Der FilmFernsehFonds Bayern, die MFG Filmförderung Baden-Württemberg sowie die Filmförderungsanstalt unterstützten Herstellung und Vertrieb mit insgesamt 1,15 Millionen Euro. Kostensparend war die Konzentration der Handlung auf vier Hauptpersonen; nur wenige Komparsen wurden benötigt, aufwändige Kulissen oder Nachbauten entfielen. Die eigentlichen Dreharbeiten dauerten sieben Wochen, von August bis Oktober 2006.

### Idee und Drehbuch
Die Idee zur Verfilmung stammte von Produzent Rikolt von Gagern, der Martin Walser ein von Producer Paul Günczler erarbeitetes Konzept vorschlug. Er stand damit in Konkurrenz zum ähnlichen Projekt eines anderen Produzenten. Walser entschied sich für von Gagerns Konzept, da es bereits das Humorvolle der Story hervorhob. Die Entwicklung des Drehbuchs dauerte fast zwei Jahre und geschah in Zusammenarbeit mit Martin Walser. Der ließ den Drehbuchautoren Ralf Hertwig und Kathrin Richter großen Spielraum für eine Modernisierung und Anpassung des Ausgangsstoffes an die Erfordernisse eines Kinofilms. Walser „dressierte“ und „disziplinierte“ nach eigenen Worten acht Drehbuch-Versionen. Er achtete darauf, dass die Film-Dialoge nicht zu nah am Buch sind, denn „Werktreue heißt Motivtreue“, und es „war klar, dass Buch-Dialoge niemals Film-Dialoge sein dürfen, wenn es gute Dialoge sein sollen.“ Eine bereits 1986 gezeigte Fernsehverfilmung der gleichen Novelle unter der Regie von Peter Beauvais war Walser zufolge eine „Katastrophe“ und daran gescheitert, dass Ulrich Plenzdorfs Drehbuch „einfach nur die Novelle geplündert“ habe.
Während die 1978 entstandene Buchvorlage als Hintergrund die widerstreitenden gesellschaftlichen Konzepte zu Zeiten der sich etablierenden sexuellen Revolution hatte – Aufgeschlossenheit gegen Spießigkeit –, liegt laut Rainer Kaufmann in seiner Filmadaption der Schwerpunkt auf der Tragfähigkeit der langjährigen Beziehung des Ehepaars Helmut und Sabine und der Frage, wie „man eine solche Beziehung in der Mitte seines Lebens noch mal aufbrechen oder renovieren oder verändern“ kann. Im Film seien Klaus und Helene eigentlich aus dem Unterbewusstsein der Halms entstandene Figuren, die einerseits für die Hoffnung stünden – in Form der Erotik – und andererseits für die Furcht – in Form der Bedrängnis und der Zerstörung des Alten.
Das Drehbuch überträgt die Geschichte in die Gegenwart. So lässt sich Helmut vom Handy wecken, die Vogelbeobachter sprechen über den Preis eines Spektivs bei einem Internet-Auktionshaus, die Miete des Segelboots wird in Euro bezahlt und Hel ist Pilates-Trainerin. Als Jahr einer lange zurückliegenden Abiturfeier gibt Klaus Buch 1979 an, später spricht er von Helmuts Teilnahme am Literaturwettbewerb für Schüler 1980. Auch sehr deutliche Änderungen gegenüber der Novelle akzeptierte Walser: Helmuts Leidenschaft für Ornithologie und sein Drogenabsturz kamen hinzu, die Autoren schrieben ein völlig neues Filmende. Das Geständnis Hels über die Unzufriedenheit mit ihrem Zusammenleben mit Klaus, durch das dieser in der Buchvorlage entzaubert wird, entfällt. Klaus’ Schwächen kommen nur am Rand vor, etwa wenn er sich vor einem Hund ekelt oder wenn sich auf dem Polizeiboot herausstellt, dass er die Segeljolle gestohlen hat. Während in der Novelle die Buchs Gesundheitsfanatiker und die Halms eher übergewichtige, lethargische Rotweintrinker sind, verteilt das Drehbuch Laster und Liebenswürdigkeiten gleichmäßiger auf die Paare. Da Walser das Drehbuch schließlich redigierte und einzelne Passagen von ihm stammen, konnten die Schauspieler die Texte nur begrenzt abwandeln.

### Regie und Besetzung

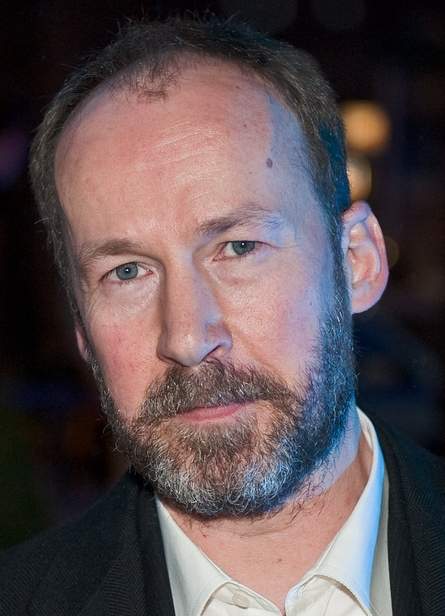
Ulrich Noethen (2010)

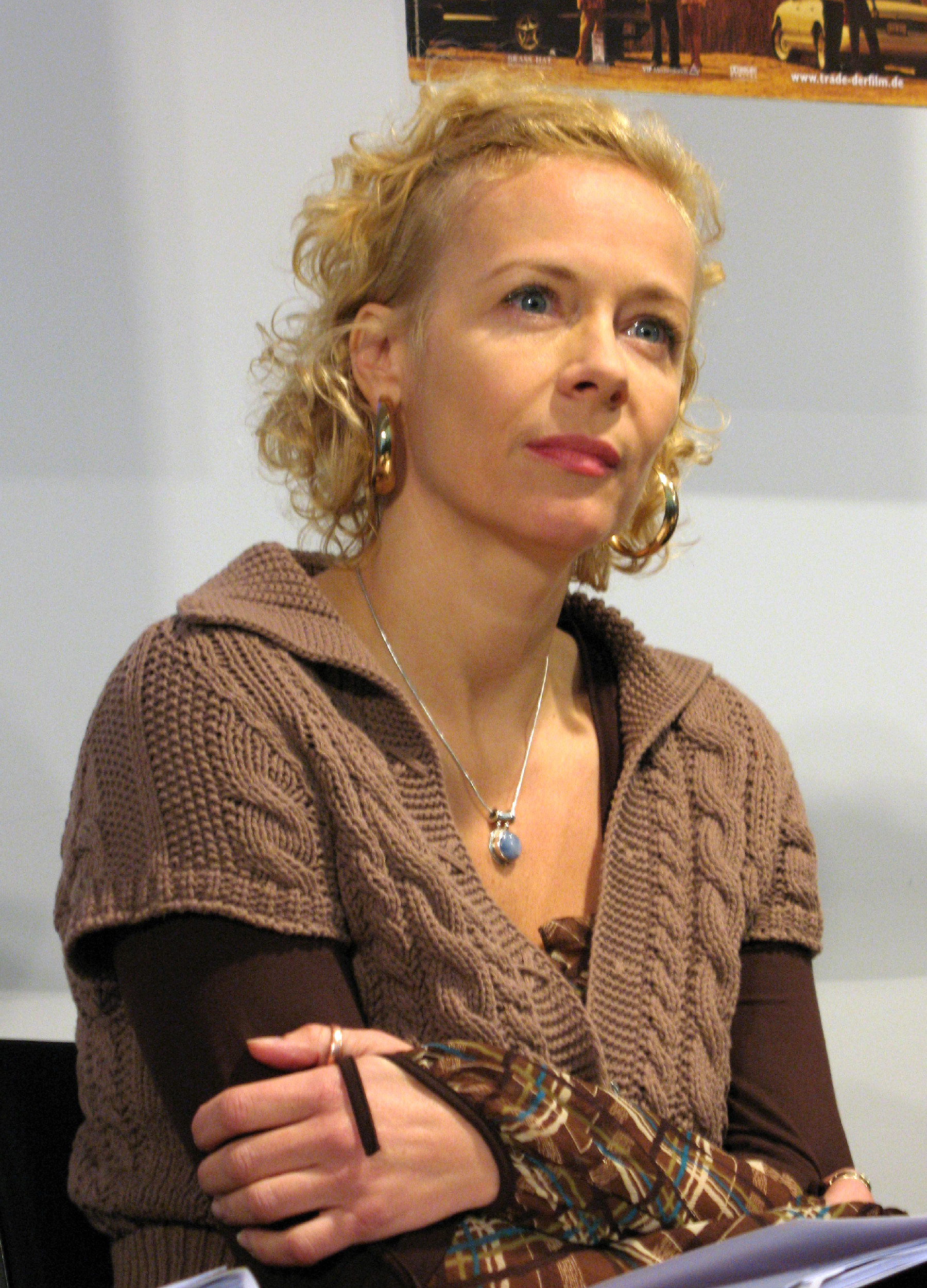
Katja Riemann

Als Regisseur wählten von Gagern und Günczler frühzeitig Rainer Kaufmann aus, denn sie wollten sich „im Ton etwas an französischen Beziehungskomödien orientieren“ und eine „trockene, verstaubte, schwere Literaturverfilmung“ vermeiden. Kaufmann bekennt sich zum Einfluss durch das französische Kino und Regisseure wie Claude Chabrol und François Truffaut, und er nennt sich selbst einen Unterhaltungsregisseur, was er nicht negativ besetzt sehen will. Martin Walser befürwortete im Vorfeld, nach Ansicht von vier DVDs mit älteren Werken des Regisseurs, die Wahl Kaufmanns. Insbesondere Stadtgespräch und Einer meiner ältesten Freunde, die Verfilmung einer Erzählung von F. Scott Fitzgerald, sagten Walser zu. Da Kaufmann es problemlos geschafft habe, Fitzgeralds literarischen Stoff aus den 1920er Jahren in die 1990er zu übertragen, habe er sich bezüglich der Adaption seiner eigenen Novelle aus den 1970er Jahren keine Sorgen mehr gemacht.
Für die Rollen der drei älteren Hauptfiguren dieses „sehr intimen Ensemblestückes“ wurden etablierte Stars des deutschen Films engagiert. Ulrich Noethen spielt Helmut Halm. Regisseur Kaufmann schätzt an ihm das Verhältnis zwischen Ernsthaftigkeit und Komik und die Tragik, die er mit einer gewissen Leichtigkeit einer Figur gebe. Noethen war zuvor bereits in einigen Filmen als Lehrer aufgetreten und hatte in Bibi Blocksberg und Das wahre Leben Katja Riemanns Ehemann gespielt. Die Darstellerin der Sabine Halm arbeitete seit 1989 des Öfteren mit Rainer Kaufmann zusammen, so etwa in den erfolgreichen Produktionen Stadtgespräch und Die Apothekerin. Ulrich Tukur in der Rolle des Klaus Buch wird von Kaufmann als völlig angstfreier, unbekümmerter Schauspieler bezeichnet, der gerne und mit großer Leichtigkeit und Können gebe.
Die Besetzung der Rolle Helene erwies sich als schwieriger. Nach Castings mit zahlreichen Schauspielerinnen (Casting-Agentin: An Dorthe Braker) fiel die Entscheidung auf Petra Schmidt-Schaller, die bis dahin noch keine größeren Kinoerfolge vorzuweisen hatte. Laut von Gagern zeigte sie in einer zugesandten Kassette eine Präsenz, „die es braucht, um sich von einem Star wie Ulrich Tukur nicht an die Wand spielen zu lassen“. Rainer Kaufmann attestiert ihr die Fähigkeit zur Darstellung der passenden Mischung zwischen Unbedarftheit und Naivität einerseits und Erotik andererseits.
Die vier Hauptdarsteller haben Kaufmann zufolge sehr gut vor der Kamera harmoniert, Petra Schmidt-Schaller sagte über die Zusammenarbeit in einem Interview, sie sei „sehr begeistert vom Dreh zurückgekommen“. Laut Katja Riemann waren die Hauptakteure „eine eingeschworene Vierergemeinschaft“ und haben sich „unheimlich gut verstanden“, für Ulrich Noethen gehörten die Dreharbeiten zu den schönsten seiner bisherigen Karriere. Noch im Jahr 2009 nannte Noethen Ein fliehendes Pferd in einem Interview als eindeutige Antwort auf die Frage nach einem Film, der ihm in den letzten Jahren besonders wichtig war. Es sei eine „sehr intensive, aber auch sehr leichte, sehr freie Arbeit“ gewesen. Er habe den Eindruck gehabt, in einer Geschichte mitzuspielen, die wirklich mit seiner Lebenswirklichkeit zu tun habe. Auch Ulrich Tukur genoss die Dreharbeiten und fand es herrlich, „mal so eine richtige Nervensäge zu spielen“, seine Freude war jedoch getrübt: Laut im Rahmen der Filmwerbung lancierter Pressemeldungen erlitt er bei einer misslungenen Prügelszene durch Ulrich Noethen eine angebrochene Nase und wäre fast tatsächlich ertrunken, nachdem er in der Sturmszene drehbuchgemäß ins Wasser fiel.

### Drehorte
Mit Ausnahme weniger Szenen ist Ein fliehendes Pferd am Bodensee aufgenommen, also in der Region, in der die Novelle spielt und Martin Walser wohnte. Bedeutende Sehenswürdigkeiten der Gegend wie die Wallfahrtskirche Birnau oder die Insel Mainau erscheinen gelegentlich unauffällig im Hintergrund. Als Locationscout unterstützte die Überlingerin Isis Hager die Produktion bei der Wahl der Drehorte. Zeitweilige Erwägungen, den Film aufgrund der Nähe zum Medienstandort München und der dort vorhandenen branchenspezifischen Infrastruktur am Starnberger See umzusetzen, wurden fallen gelassen.
Drehort der Anfangsszenen ist das Strandbad Überlingen-Nußdorf, der anschließende Café-Besuch zeigt den Kursaal und Kurgarten in Überlingen. Als wichtigsten Drehort, an dem knapp die Hälfte des Films entstand, konnte die Produktion am Nordufer des Überlinger Sees zwischen Unteruhldingen und Meersburg einen Bungalow mit Seegrundstück sowie ein benachbartes Haus mieten. Vom Garten geht der Blick auf die Insel Mainau am gegenüberliegenden Ufer. Die Vogelbeobachtungsplattform liegt auf den Koordinaten 47° 40′ 34,8″ N, 9° 7′ 24″ O im Wollmatinger Ried. Im Hafen Unteruhldingen beginnt der erste Segeltörn. Die Flugaufnahme des fahrenden Autos mit anschließendem Blick über den See zeigt den Haldenhof oberhalb von Sipplingen. Das fliehende Pferd wird in den Feldern zwischen Überlingen und dem Ortsteil Hödingen eingefangen. Sabine und Klaus kommen sich beim Joggen an der Kriegsgräberstätte Lerchenberg am Höhenweg Meersburg–Hagnau näher. Die Schiffs-Disco, das Partyschiff Das Boot, liegt im Hafen von Konstanz, im Hintergrund ist die Imperia-Statue sichtbar. Am nächsten Morgen kehrt Helmut auf der Autofähre Konstanz–Meersburg Fritz Arnold zurück auf die andere Seeseite. Die Sturmszenen mit Helmut und Klaus im Segelboot entstanden in einem auf Spezialeffekte im Wasser spezialisierten Open-Air-Studio auf Malta. Die übrigen Segelszenen wurden im Bodensee gedreht. Die Abhängigkeit von Wind und Wetter erwies sich als problematisch, weil nur selten die für die vorgesehenen Drehs benötigten Windstärken zur Verfügung standen und der Wind oft wechselte, bevor die Crew den Drehort erreichen konnte.

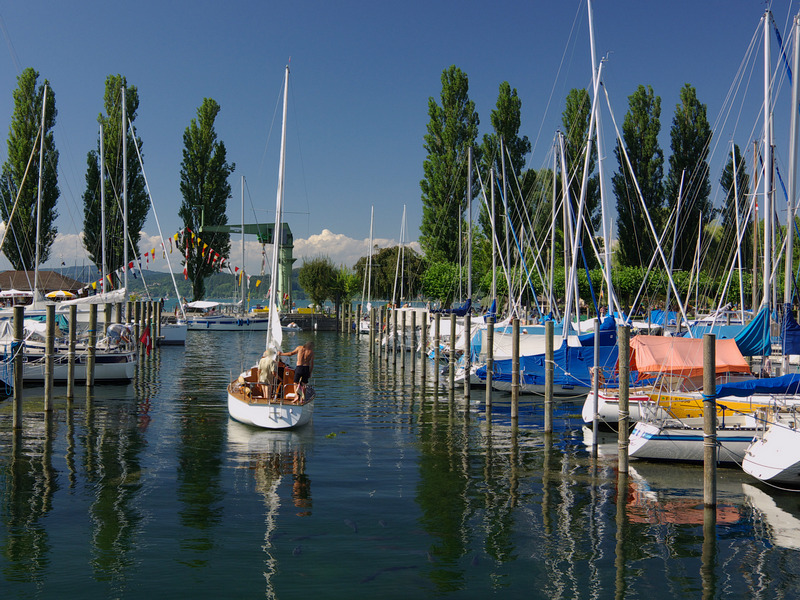
Der Hafen von Unteruhldingen
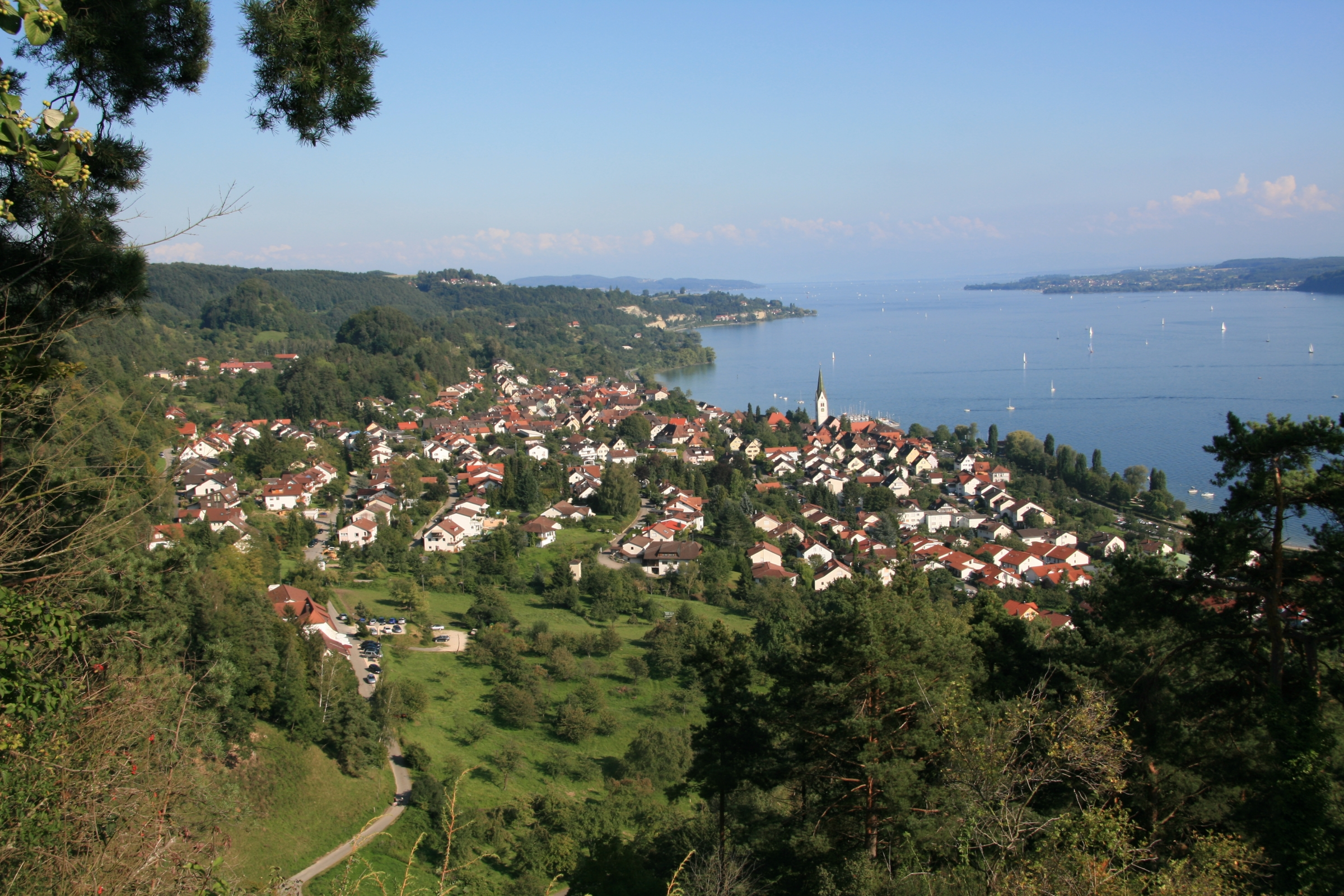
Sipplingen und der Überlinger See
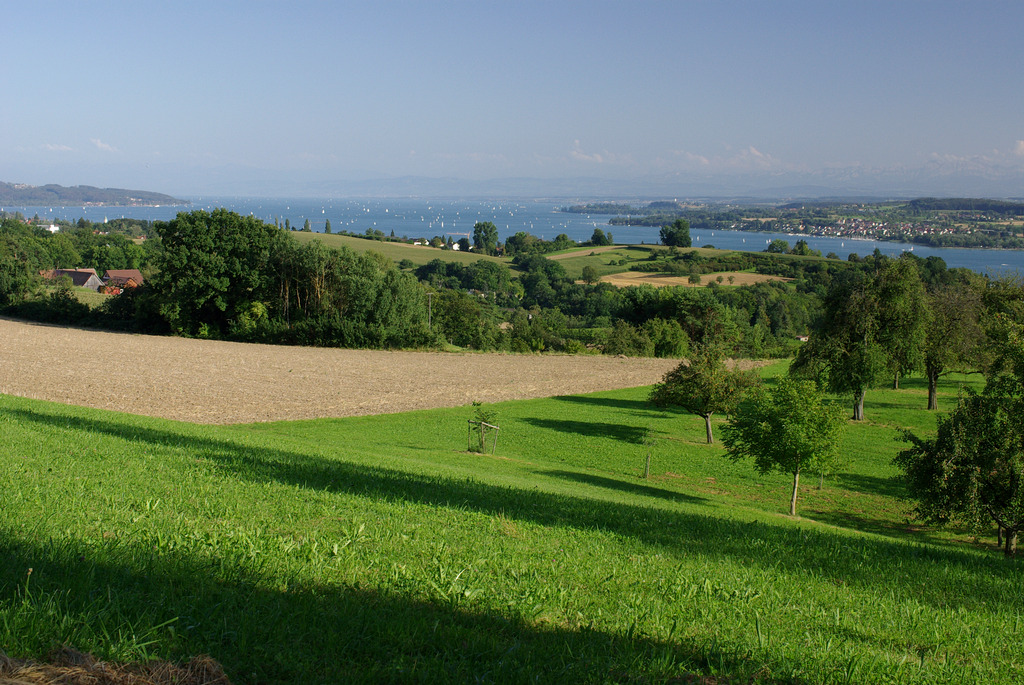
Der Filmschauplatz des Ritts auf dem fliehenden Pferd bei Schloss Spetzgart
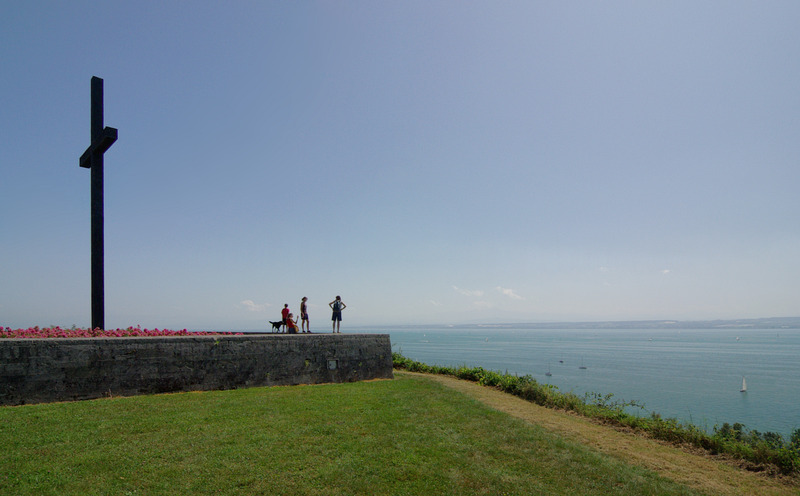
Kriegsgräberstätte Lerchenberg bei Meersburg

## Inszenierung
Die Filmhandlung ist als „Kammerspiel vor Seelandschaft“ auf wenige Spielorte konzentriert und über weite Strecken dialogbasiert. Der Bodensee wird als „fünfter Hauptdarsteller“ in Szene gesetzt, die Geschichte in „gemächlichem Tempo und schönen, hellen Bildern“ erzählt und handwerklich uneingeschränkt professionell inszeniert.
Sind die Akteure in Bewegung, bleibt der Betrachter meist durch deren Verfolgung mit der Steadicam nah am Geschehen. Eher selten ergibt sich eine große Bewegungsdynamik oder Dramatik, so in der Kameraverfolgung von Klaus’ Ritt, der mehr als eine Filmminute einnimmt, oder in der Sturmszene.
Das Werk entwickelt keine unverwechselbare Filmästhetik, wenige Szenen stechen aus der meist konventionellen, routinierten Bildführung durch Verwendung ungewöhnlicher filmischer Mittel hervor. In der fünfminütigen Café-Szene kurz nach Filmanfang kreist die Kamera ununterbrochen um den Tisch, an dem sich die vier Protagonisten unterhalten, wobei in Schnitt und Gegenschnitt die jeweiligen Akteure ins Bild gesetzt werden. Auf diese Weise wird der aus der Monologerzählung der Novelle entstandene Viererreigen des Drehbuchs optisch umgesetzt. In einer Einstellung vom Morgen nach Helmuts Nacht im Drogenrausch wechselt das Bild aus der Großaufnahme von Helmuts verkatertem Gesicht in die Totale, indem gleichzeitig sanft ausgezoomt wird und die Fähre mit Helmut an Bord losfährt, während die Kamera am Ufer stehen bleibt.
Hauptaufgabe der Kamera ist das Einfangen der Blicke und Gesten der Protagonisten, vereinzelt spricht das Bild eine eigene Symbolsprache: Helmuts Blick durchs vergitterte Fenster des Bungalows zeigt ihn als Insasse seines emotionalen Gefängnisses, ein schnatternder weißer Erpel erscheint als Verkörperung des im hellen Anzug herumstolzierenden Klaus.

### Szenenbild und Filmmusik

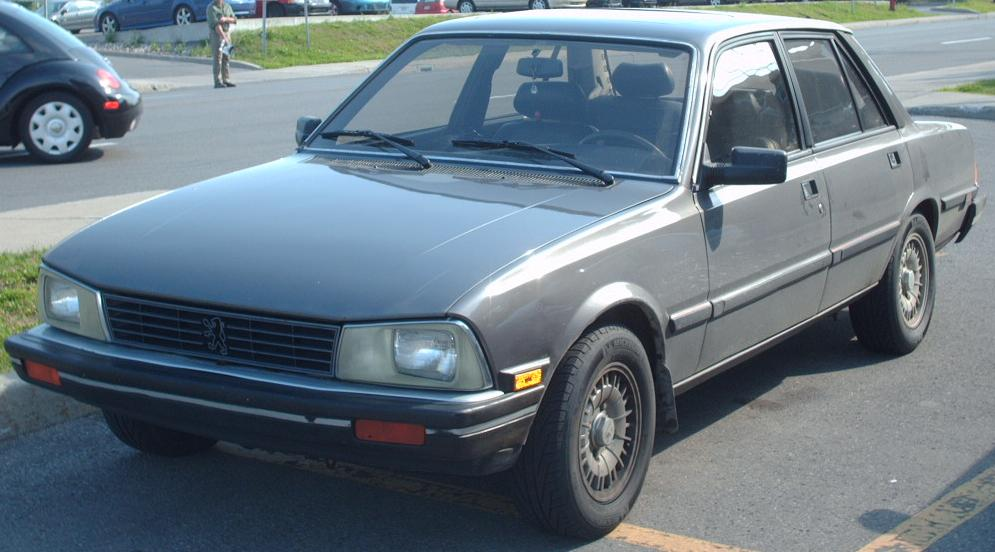
Ein Peugeot 505 ähnlich dem der Halms

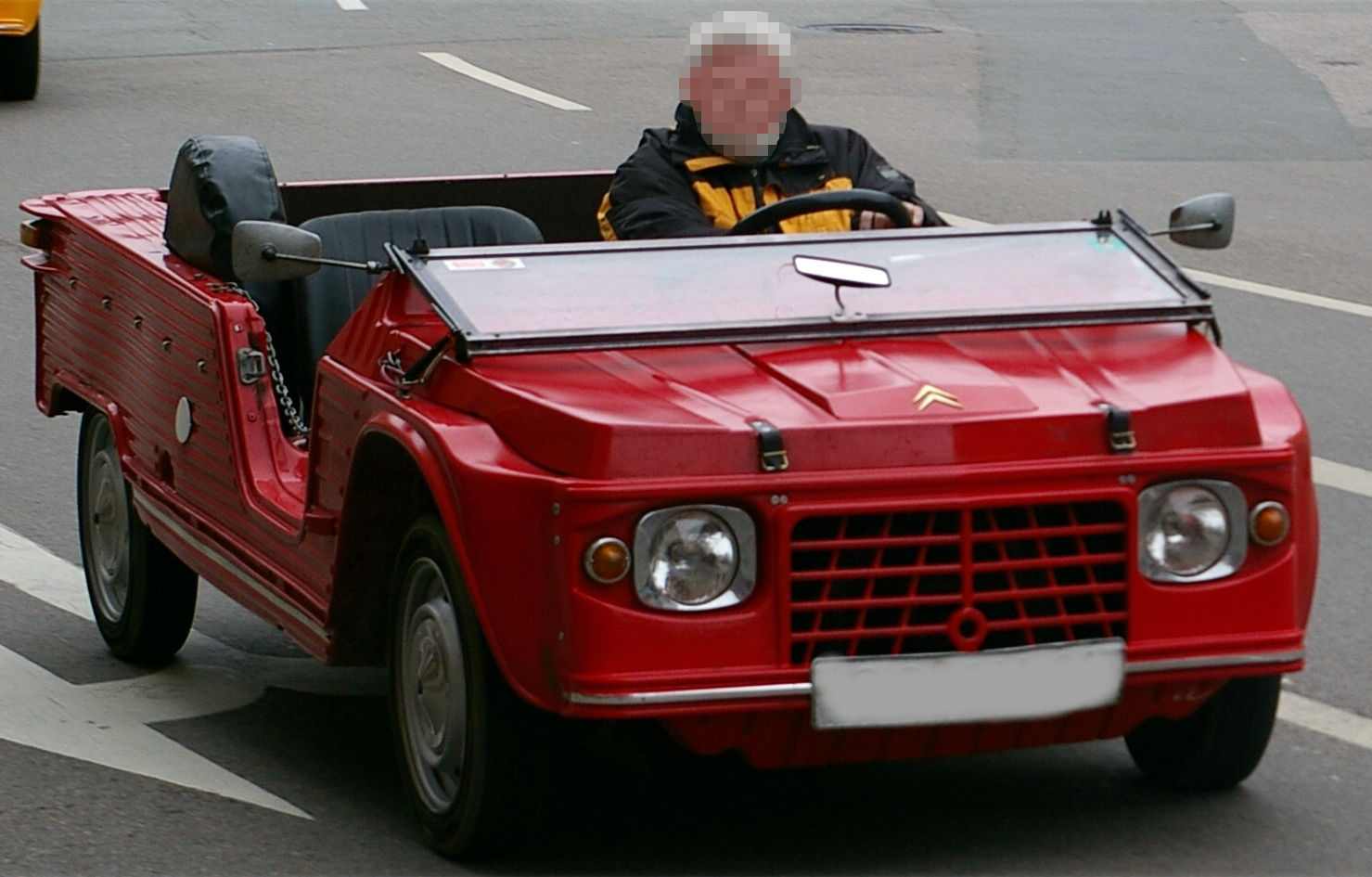
Einen roten Citroën Méhari wie diesen fährt Klaus Buch

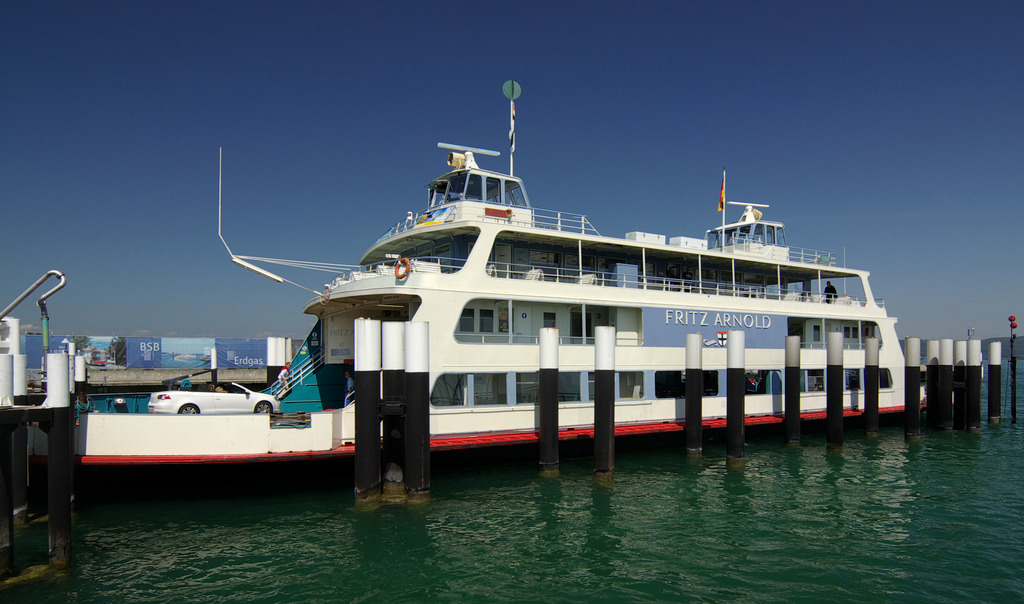
Die Fähre Fritz Arnold, von der aus Helmut nach der im Rausch verbrachten Nacht endlich die seltene Ringschnabelente entdeckt

Das von Renate Schmaderer gestaltete Szenenbild vermeidet eine eindeutige Zuordnung zur Jetztzeit oder der Entstehungszeit der Novelle. So stehen neben zum Drehzeitpunkt aktuellen Szenerien wie dem Supermarkt und dem Tankstellenshop eine Inneneinrichtung des Bungalows, die mit Fototapete und groß gemusterten Vorhängen in die 1970er Jahre weist, sowie ältere Kraftfahrzeuge und Boote. Das Auto der Halms ist ein Peugeot 505 von 1987. Mit einem Citroën Méhari, wie ihn Klaus Buch fährt, patrouillierte bereits Louis de Funès als Gendarm durch Saint-Tropez. Zum Retrostil passt auch das Design der hölzernen Segelboote. Auf dem ersten Segeltörn sind die vier Protagonisten in einem 1924 gebauten Boot der Klasse 75er Nationale Kreuzer unterwegs. Die 1963 gebaute Fritz Arnold ist das älteste der auf der Linie Konstanz-Meersburg verkehrenden Fährschiffe, auf dem Schiffsdeck steht im Film wiederum ein älteres Unimog-Modell.
Dem in der Ausstattung vorkommenden Retrostil ist ebenfalls die Musik verhaftet. Die Komponistin Annette Focks gab in einem Interview an, die Musik solle „den leisen Humor der Novelle von Martin Walser widerspiegeln“. Um zudem die Erotik der Novelle in der Musik wiederzufinden, sei man auf leichten Jazz mit dem „Flair der 60er-Jahre-Softpornomusik“ gekommen. Alles sollte „oldfashion klingen, leicht verstaubt“. Um den passenden Klang zu erreichen, wurden für die Aufnahme teilweise alte Röhrenmikrofone und Röhrenverstärker verwendet. Die teils vom Swing, teils von lateinamerikanischen Klängen inspirierte Easy-Listening-Musik wird von Big Band und Jazz-Combo, zum Teil mit Orchesterbegleitung gespielt. Anette von Eichel und Stephan Scheuss singen dazu wortlos und lasziv, Alex Sputh pfeift lässig einige Motive.

### Stunts und Effekte
Klaus’ Ritt auf dem sattellosen Pferd wurde zum großen Teil von Stuntdouble Steve Szigeti ausgeführt, doch auch Ulrich Tukur selbst ist reitend zu sehen. Filmblut wird vergossen, wenn Helmut in einer Traumsequenz Klaus die Nase blutig schlägt. Laut Ulrich Tukur sollte ein Metallgestänge dabei seine Nase schützen. Das verrutschte bei einem der Schläge Ulrich Noethens und Tukur wurde verletzt. Die Segeljolle im Sturm wurde in den Mediterranean Film Studios auf Malta in einem am Meer liegenden, mit Wind- und Wellenmaschinen, Wasserkanonen und -rutschen ausgerüsteten Becken gefilmt. Je nach Kameraposition geht die Wasserfläche des Beckens für den Betrachter randlos ins Meer oder den Horizont über, der bedrohliche Wolkenhimmel entstand am Computer und wurde nachträglich ins Bild montiert. Für den Regen vor dem Bungalow der Halms sorgte die Freiwillige Feuerwehr Uhldingen.

## Veröffentlichungen

### Erstaufführungen und Festivals
Während der Dreharbeiten äußerte Produzent von Gagern die Hoffnung, dass der Film zu Martin Walsers 80. Geburtstag am 24. März 2007 in die Kinos kommen könnte. Aufgrund längerer Nacharbeiten fand die Welturaufführung jedoch erst am 30. Juni 2007 als Abschlussfilm des Filmfests München statt, und der Kinostart wurde in die Zeit nach den Sommerferien, auf den 20. September gelegt. Am 2. September 2007 präsentierte Petra Schmidt-Schaller Ein fliehendes Pferd als Eröffnungsfilm des 1. Hachenburger Filmfests, wo der Film den Publikumspreis gewann. Eine erste offizielle Vorpremiere in Anwesenheit der vier Hauptdarsteller und Martin Walsers war am 11. September 2007 am Produktionsstandort München.
Am folgenden Tag fand in Überlingen, dem Drehort und Wohnort Walsers, eine zweite Premierenfeier statt, zu Ehren des Schriftstellers und weiterer vor Ort an der Entstehung des Films Beteiligter. Nach einem Pressetermin in Walsers Garten und einer Pressekonferenz im Kurhaus Überlingen wurde der Film abends in den drei Sälen des Kinos CineGreth im alten Handels- und Kornhaus Greth aufgeführt. Zur Veranstaltung kamen Walser, Rainer Kaufmann, Ulrich Noethen, Petra Schmidt-Schaller und Ulrich Tukur in einem hölzernen Riva-Motorboot über den Bodensee und schritten auf einem 86 Meter langen roten Teppich vom Bootsanleger an Publikum und Presse vorbei zum Kino. Katja Riemann war diesmal abwesend, die Lücke füllte laut Presse der „Charme der zweiten Hauptdarstellerin Petra Schmidt-Schaller, der auch Martin Walser […] sichtlich einnahm“. Zu den Rednern vor den geladenen Ehrengästen gehörte der baden-württembergische Staatsminister Willi Stächele.
In nicht deutschsprachigen Ländern wird der Film unter dem englischen Titel Runaway Horse vermarktet. Er lief unter anderem auf dem Göteborg International Film Festival 2008, dem World Film Festival Montreal 2008 und dem Shanghai International Film Festival 2008 sowie weltweit auf mehreren vom Goethe-Institut veranstalteten Festivals des deutschen Films.
Am 27. April 2009 strahlte der Koproduzent ZDF Ein fliehendes Pferd als Fernsehfilm der Woche erstmals im frei empfangbaren Fernsehen aus. Zahlreiche Medien brachten über das übliche Fernsehprogramm hinausgehende Vorberichte.

### Medien
Ein fliehendes Pferd wurde im Format 2,35:1 (16:9 anamorph) auf Kodak-Filmmaterial und mit Dolby-SRD-Ton gedreht. Das Label Normal Records veröffentlichte den Soundtrack mit Annette Focks Kompositionen am 21. September 2007 als CD. Seit April 2008 ist der Film als Kauf-DVD von Concorde Video erhältlich. Als Extras sind jeweils etwa fünf Minuten gelöschte Szenen und Outtakes enthalten sowie eine B-Roll mit zwei Minuten unkommentierten Videoaufnahmen von den Dreharbeiten. Neben dem Kinotrailer und Standfotos, die bereits in der Filmwerbung zu sehen waren, gibt es kurze Interviews mit Ulrich Tukur, Ulrich Noethen, Katja Riemann, Petra Schmidt-Schaller, Rainer Kaufmann und Martin Walser, die zusammen gute zehn Minuten dauern.

## Rezeption

### Besucherzahlen
Von September 2007 bis Ende 2008 sahen in Deutschland etwa 360.000 Kinobesucher Ein fliehendes Pferd. Der Film erreichte in Deutschland Platz 82 in der Liste der erfolgreichsten internationalen Filme 2007 und Platz 21 der erfolgreichsten deutschen Filme des Jahres. Die beste Platzierung in den Monatshitlisten der Filmförderungsanstalt hatte er mit Position 15 im Oktober 2007. In den Media Control Kinocharts startete der Film in Woche 38/2007 auf Platz 6, fiel in der Folgewoche auf Platz 10 und war danach nicht mehr in den Top Ten. Im Kino-Jahresrückblick 2007 wurde die Produktion im Zusammenhang mit dem trotz Vorschusslorbeeren „schwachen Publikums-Echo auf ambitionierte Filme für Erwachsene“ genannt, wobei Ein fliehendes Pferd in Deutschland noch ein Vielfaches der Besucher von der Kritik so hoch gelobter Filme aus demselben Jahr wie Yella und der spätere Oscarpreisträger Die Fälscher erreichte.
Die ZDF-Erstausstrahlung am 27. April 2009 hatte 4,81 Millionen Zuschauer und lag mit 15,7 Prozent Marktanteil „deutlich über dem durchschnittlichen Sender-Marktanteil“.

### Kritiken
Ein fliehendes Pferd fand bei der Kritik große Beachtung. Die Bandbreite der Einschätzungen reichte vom euphorischen Lob bis zum Verriss, viele Stimmen blieben in ihrer Wertung jedoch gemäßigt. Hervorgehoben wurde das spielfreudige Schauspielerensemble. Ulrich Tukur und Ulrich Noethen erhielten abwechselnd sowohl Lob als auch Tadel für ihre pointierte Rollendarstellung, Katja Riemann konnte einige der ihr entgegengebrachten negativen Erwartungen widerlegen und auch Petra Schmidt-Schaller als Newcomerin wurde bisweilen lobend erwähnt. Häufiges Thema war das Gelingen der Änderungen und Aktualisierungen des Drehbuchs gegenüber der Novelle, die Umwandlung eines zeitkritischen Werks der späten 1970er Jahre in einen komödiantischen Beziehungsfilm und ein mal mehr, mal weniger erlebter Niveauverlust durch den von vielen als platt oder zotig empfundenen Humor. Der Film wurde als „handwerklich überdurchschnittlich“ gelobt, ein Hauptkritikpunkt ist der als kitschig bezeichnete Schluss.
Besonders positiv war Jan Schulze-Ojala vom Tagesspiegel gestimmt, der von einer „hinreißenden Verfilmung“ und einem „Bravourstück“ schrieb: „[…] der Film lässt seine Vorlage souverän hinter sich. Er birst vor schlüssigen Einfällen, die bei Walser nicht zu finden sind; er akzentuiert und aktualisiert die im Buch deutliche sexuelle Drastik, ohne sie plump auszubeuten; vor allem aber liebt er seine Figuren, während Walser, der von der mäßig ergiebigen Perspektive des Helmut kaum lassen mag, für sie bestenfalls Mitleid empfindet.“ Wie zahlreiche andere Rezensenten lobt Schulze-Ojala das Quartett der Hauptdarsteller: „Drei Schauspieler, die traumsicher auf die Rollen ihres Lebens zugesteuert sind und sich nun hier glücklich vereinen – ergänzt durch die 27-jährige Petra Schmidt-Schaller, die sich als sanfte fille fatale wunderbar in das Ensemble der verknorzten Mittelspätvierziger fügt. Eine Kamera […], die ihre Figuren ebenso forschend ergründet wie die trügerisch heitere Bodensee-Landschaft […]. Und eine unverschämt federleichte Schubiduu-Dabidaa-Filmmusik […], die als feinsinnig verjuxtes Ohrenschmalz die Peinsamkeiten der Protagonisten köstlich kontrapunktiert. Kurzum: ein kohärentes Kunstwerk.“
Laut Alexandra Seitz von der Berliner Zeitung braucht die „kongeniale“ Verfilmung den Vergleich mit der Vorlage nicht zu scheuen. Der „sanft den filmischen Möglichkeiten angepasste Stoff“ sei „nicht zuletzt als Schauspieler-Film ein reiner Genuss.“ Anke Sterneborg, epd Film, meint, Kaufmann habe den 1978 entstandenen Text sanft „in die Gegenwart geholt und dabei die komödiantischen Elemente ein wenig betont, ohne die Geschichte in die Niederungen einer deutschen Beziehungsklamotte zu steuern.“ Vor allem dem großartigen Schauspielerquartett sei „es zu verdanken, dass der literarische Text auf der Leinwand zu flirren“ beginne. Mit seiner Literaturadaption entfache Rainer Kaufmann „einen Sommersturm der Gefühle, der bei aller Komik auch große emotionale Tiefe“ entwickele.
Die Schwäbische Zeitung urteilte gemäßigter und sah statt des Sommersturms nur eine Abendbrise: „‚Ein fliehendes Pferd‘ ist ein gediegener Film eines Handwerkers auf dem Regiestuhl. Richtig aufregend werden diese Kabalen und Liebeleien nie; die komödiantischen Elemente sind milde wie eine Abendbrise am See. Stets liegt ein Hauch Fernsehspiel über dieser Produktion – für die Größe einer Kinoleinwand erscheint er etwas klein geraten. […] Vielleicht liegt eine gewisse Tristesse auch an den Rollen: Sie laden kaum zur Identifikation ein.“
Für Sylvie-Sophie Schindler vom Stern ist Rainer Kaufmann „ein charmanter Feel-Good-Movie mit dezentem Popcorn-Charakter gelungen. Solide Unterhaltung, die vor allem auf Sarkasmus baut.“ Sie warnt jedoch „vor dem kitschigen Ende und den manchmal sehr bemühten Dialogen“. Wenn der Humor-Regler zu sehr aufgedreht werde, rutsche der Film in Richtung Klamotte ab. Weiter schreibt sie: „Wer die Literaturvorlage kennt, wird, wie üblich, mit den eigenen Bildern zu kämpfen haben und Walsers Tiefgründigkeit vermissen. Doch das macht das grandiose Schauspieler-Ensemble schnell wett […]. Die Darsteller sind schlichtweg zum Niederknien.“
Außerordentlich kritisch war Hans-Ulrich Pönack eingestellt, der sich mit dem „Spießer-Treff und -Gefasel der Um-die-40-Jährigen“ und „Komödienstadl auf Intellektuell“ nicht anfreunden konnte: „Der deutsche Film gibt sich wieder mal angestrengt-locker […]. Der permanente Ärger. Über das Papier-Gequatsche der Beteiligten. Über das dämliche, weil unglaubhafte Getue. Über die vorhersehbaren Motive, Situationen, „Ergebnisse“. Man kabbelt sich pseudo, ebenso geht man auf erotische Tuchfühlung; nichts von Reiz, Charme, Atmosphäre, gar „Chabrol“-Spannung zu spüren. Dazu: Eine plärrende beleidigende Musik-Begleitung […]. Es ist ein komödiantisches Graus, diese peinlich-emotionslose Analyse-Lustigkeit von paarischem Nichts. Mit den bemüht ihren Text aufsagenden Ulrich Noethen, Katja Riemann (= hält sich zurück, war schon viel schlimmer) sowie der (gewollt) aufdringlich-nervende Ulrich Tukur […]. Der Film nervt nur, ist belanglos bzw. bietet nur Langeweile pur. […] Loriot, wo bist du?“

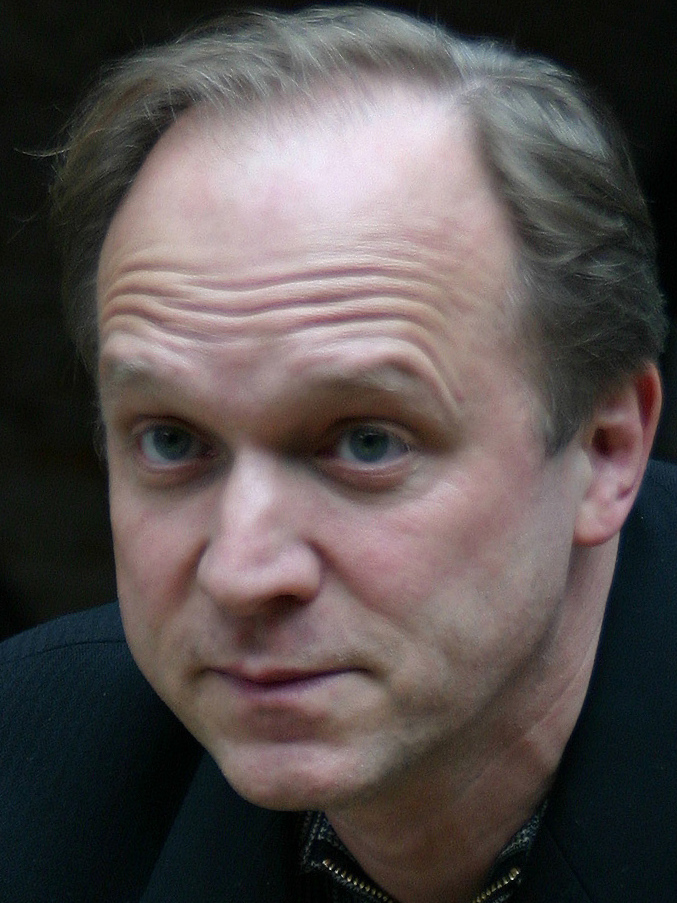
Ulrich Tukur

Julia Encke von der Frankfurter Allgemeinen Sonntagszeitung verweist darauf, dass Martin Walser sich „ungeheuer glücklich“ über die Filmadaption gezeigt habe, was sie selber überhaupt nicht verstehen könne. Ulrich Noethen spiele den Helmut Halm, der in der Novelle kein unsympathischer Mensch sei und den man dort „trotz seiner Verklemmtheit und reflektierten Kleinbürgerlichkeit“ möge, als „Miesmacher ohne Charme“. Nur „der Geschichte, Katja Riemann und einem wirklich umwerfenden Ulrich Tukur“ sei es zu verdanken, dass der Film dieser Miesepetrigkeit nicht völlig anheimfalle. Zudem könne „sich der Film einfach nicht entscheiden, ob er seine Figuren slapstickhaft denunzieren oder in ihrer tragischen Komik Größe entdecken will.“ Dabei sei „diese Größe unerlässlich, wenn das Drama am Schluss funktionieren soll.“
Ganz anders beurteilt Wolfgang Höbel im Spiegel die Rollen Tukurs und Noethens. Kaufmann wolle „aus Walsers ‚Fliehendem Pferd‘ […] partout einen Komödienbrüller machen. Entsprechend tänzelt, tätschelt und schmeichelt Ulrich Tukur einen derart durchgeknallten Verführertyp […], dass man sich wundert, warum es den Kerl nicht auf der Stelle zerreißt vor lauter Selbstbegeisterung. Eher schwer begreiflich bleibt hingegen, was die eigentlich ganz smarte Lehrersgattin Sabine auf diesen schamlosen Possenreißer hereinfallen lässt […]. Andererseits und glücklicherweise spielt Noethen seinen Helmut Halm inmitten dieser Komödien-Umtriebigkeit als großartig zerknitterten Jämmerling. Wehleidig, rechthaberisch und anrührend komisch ruht dieser Held in selbstgewählter Isolation. […] „Es ist eine gnadenlose Entblößung“, sagt Noethen über seine Rolle, „man möchte um Himmels willen nicht sein wie dieser Mann.“ Aber gerade diese Gnadenlosigkeit ist es, die Walsers fast drei Jahrzehnte alte, in vielen Details schlau an die Gegenwart angepasste Geschichte auch wirklich ins Heute hinüberrettet. Schon die Kraft des Buchs speist sich aus der lebensmüden, vielleicht banalen, aber schwer verzweifelten Finsternis im Herzen des Helden.“
Für Tilman Krause von der Welt ist die „Walser-Verfilmung zu penetrant sexualisiert“, was „gut zur geschmacklosen Altersgeilheit seiner letzten Hervorbringungen“ passe. Walsers Lob für Kaufmanns Film sei der pure Opportunismus, „denn was Kaufmann bietet, ist eine Vergröberung, die zwar dem Massengeschmack unserer Tage entgegenkommt […]. Im Grunde aber verrät die Filmfassung Walsers Novelle. […] Ulrich Noethen als dauerbeleidigte Leberwurst Helmut wiederum nimmt seinen Part […] zu undifferenziert. Er mag ein Grübler sein, der nicht mehr weiter weiß; ein Spießer, wie bei Kaufmann, ist er nicht. Als Deutsch- und Geschichtslehrer an einem Münchner Gymnasium stellte man in den siebziger Jahren etwas dar, […] und dieser Helmut weiß auch, was er wert ist (nicht zuletzt, weil Hel gerade darauf fliegt). So scheitert Kaufmanns Verfilmung nicht nur an der Eindimensionalität seiner Umsetzung, sondern auch an der Transponierung in die Jetztzeit, die mit anderen Distinktionsmechanismen arbeitet.“
Eckhard Fuhr schreibt in der Welt über die in der Filmausstattung „durch Geschichtszitate aufgebrochenen“ Aktualisierungen des Drehbuchs: „Es ist nicht das Geringste, was man über diesen Film sagen kann, dass er einen bei der cineastischen Fabrikation von Zeitlosigkeit zuschauen lässt.“ Sein Fazit: „Regisseur Kaufmann und die Drehbuchautoren Ralf Hertwig und Kathrin Richter haben ein meisterhaftes Stück Prosa benutzt, um einen ziemlich guten Film zu machen. Da kann man nicht meckern.“
Mit der von Fuhr gelobten Zeitlosigkeit mag sich Rüdiger Suchsland von der Frankfurter Rundschau nicht anfreunden: „Allemal ist Walsers Novelle ein präzises kleines historisches Soziogramm der Bundesrepublik der 70er Jahre […]. Der Männerkampf zwischen bürgerlichem Langweiler und provokantem Freigeist mag aus heutiger Sicht in seiner Schematik etwas Antiquiertes haben. Doch das wäre eine interessante Herausforderung. Auf die Schwierigkeit, diese Story ins Heute zu übersetzen, reagiert Kaufmann mit wolkiger Beliebigkeit und schlichter Bebilderung. Nie versuchen Regie und Drehbuch, etwas freizulegen. Dem Film fehlen daher Zeit und Ort; die Handlung wurde gegenüber der Novelle um manche düstere Wendung verkürzt und konsequent ins Komödiantische, zum Teil Klamottige gewendet. Das Resultat ist ein biederer, uninspirierter Film, dem es nie gelingt, irgendein Interesse für seinen 30 Jahre alten Stoff zu erzeugen, ihn für die Gegenwart zu aktualisieren […]“

### Reaktionen Martin Walsers und die Kontroverse mit den „bürgerlichen Feuilletons“
Martin Walser beteiligte sich an der Öffentlichkeitsarbeit zur Filmveröffentlichung. Er nahm an Pressekonferenzen teil und gab Interviews, wo er Ein fliehendes Pferd als „Filmkunstwerk der eigenen Art, keine Verfilmung“ bezeichnete. „Wie die Gesichter erzählen, in einer Feinheit, das kann nicht geschrieben sein.“ Der neue Schluss führe die Geschichte „furios zu Ende“ und habe sehr viel mit der Psychologie und Dramaturgie seiner Novelle zu tun. Der Zuschauer könne sich darauf freuen, dass „er seine Privattragödien einmal als laute Komödie dargestellt sieht.“ Vergleiche mit seiner Novelle lehnte er ab: „Einen aus der Literatur stammenden Film andauernd mit dem Literaturoriginal zu vergleichen und das eine besser oder schlechter zu finden als das andere, ist Unsinn, stammt aus ästhetischer Ratlosigkeit und Null-Ahnung.“ Diejenigen Rezensenten, die den Film aufgrund dieses Vergleichs kritisiert hatten, tadelte Walser später: „Die bürgerlichen Feuilletons glauben, sie müssten beweisen, dass sie das Buch gelesen haben. Das ist lächerlich. […] Wenn Du einen Film rezensieren sollst, dann mach eine Filmkritik, völlig egal, ob da ein Buch im Hintergrund ist oder nicht.“
Einige Kritiker stellten jedoch nicht nur einen Zusammenhang zur Novelle her, sondern darüber hinaus zu Kontroversen, die um Walsers Rede zur Verleihung des Friedenspreises 1998 und um seinen Roman Tod eines Kritikers von 2002 entbrannt waren. Auch wurde Ein fliehendes Pferd mit der Blechtrommel des Literaturnobelpreisträgers Günter Grass und deren oscarprämierter Verfilmung verglichen, neben denen Walsers erfolgreichstes Werk und dessen Filmadaption verblassten. Tilman Krause unterstellte, Walser begrüße den „Niveauverlust“ der Verfilmung gegenüber dem Buch, weil er als „ewiger Zweiter“ mit einem massentauglichen Werk gegenüber Grass „endlich auch mal einen Punkt gemacht“ habe. Die Unreife, die zum ungefilterten Aussprechen der eigenen Triebwünsche und somit zu Anzüglichkeiten in Walsers jüngsten Romanen und der aktuellen Verfilmung führe, und zu der Walser sich mit der Äußerung „Ausdrucksmenschen dürfen überhaupt nicht reif werden“ bekennt, habe sich bereits gezeigt, als er mit seiner Friedenspreisrede und dem Kritiker-Roman Skandale hervorrief. Die Essenz der Kunst sei jedoch nicht die Unreife, sondern die Fähigkeit zur Sublimation.

## Auszeichnungen

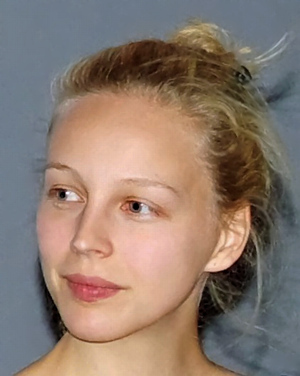
Mit dem Bayerischen Filmpreis für Ein fliehendes Pferd ausgezeichnet: Petra Schmidt-Schaller

Die Filmbewertungsstelle Wiesbaden verlieh dem Film das Prädikat besonders wertvoll. Ein fliehendes Pferd gelangte als einer von 14 programmfüllenden Spielfilmen in die Vorauswahl zum Deutschen Filmpreis 2008. Zudem erreichten, neben den später Nominierten, die Vorauswahl des Filmpreises: Katja Riemann in der Kategorie Beste darstellerische Leistung – weibliche Hauptrolle, Petra Schmidt-Schaller und Ulrich Tukur in den Nebenrollen-Kategorien sowie Klaus Eichhammer für Beste Kamera/Bildgestaltung.
Eine Stufe weiter bei der Wahl zum Deutschen Filmpreis 2008 kamen Ulrich Noethen und Annette Focks mit Nominierungen als bester Hauptdarsteller beziehungsweise für die beste Musik. Petra Schmidt-Schaller erhielt Nominierungen für den Förderpreis Deutscher Film 2007 als beste Darstellerin und den Undine Award 2007 als beste(r) jugendliche(r) KomödiantIn. Christel Suckow war nominiert für den Film+ Schnitt Preis 2008.
Zwei Hauptdarstellerinnen erhielten schließlich Trophäen überreicht: Katja Riemann bekam einen Bambi 2007 in der Kategorie Film national für Das wahre Leben und Ein fliehendes Pferd. Petra Schmidt-Schaller wurde der Bayerische Filmpreis 2007 als beste Nachwuchsdarstellerin zugesprochen. Die Laudatio feierte sie als „überraschendste Neuentdeckung im hervorragenden Schauspielerensemble“, die „mit überzeugender Leichtigkeit Naivität und Unbedarftheit mit Anmut und Erotik“ verbinde und „mit ihrem harmonischen Spiel im Kreis der vier Protagonisten ganz wesentlich zum Erfolg dieser fesselnden Literaturverfilmung“ beitrage.